# Nemacheilus periyarensis
Nemacheilus periyarensis és una espècie de peix de la família dels balitòrids i de l'ordre dels cipriniformes que es troba al llac Periyar (Kerala, l'Índia).

## Amenaces
La seua principal amenaça és la introducció d'espècies exòtiques (com ara, Cyprinus carpio communis, Oreochromis mossambicus i Clarias gariepinus) al llac Periyar.